# Fantaisie (prélude) et fugue BWV 537

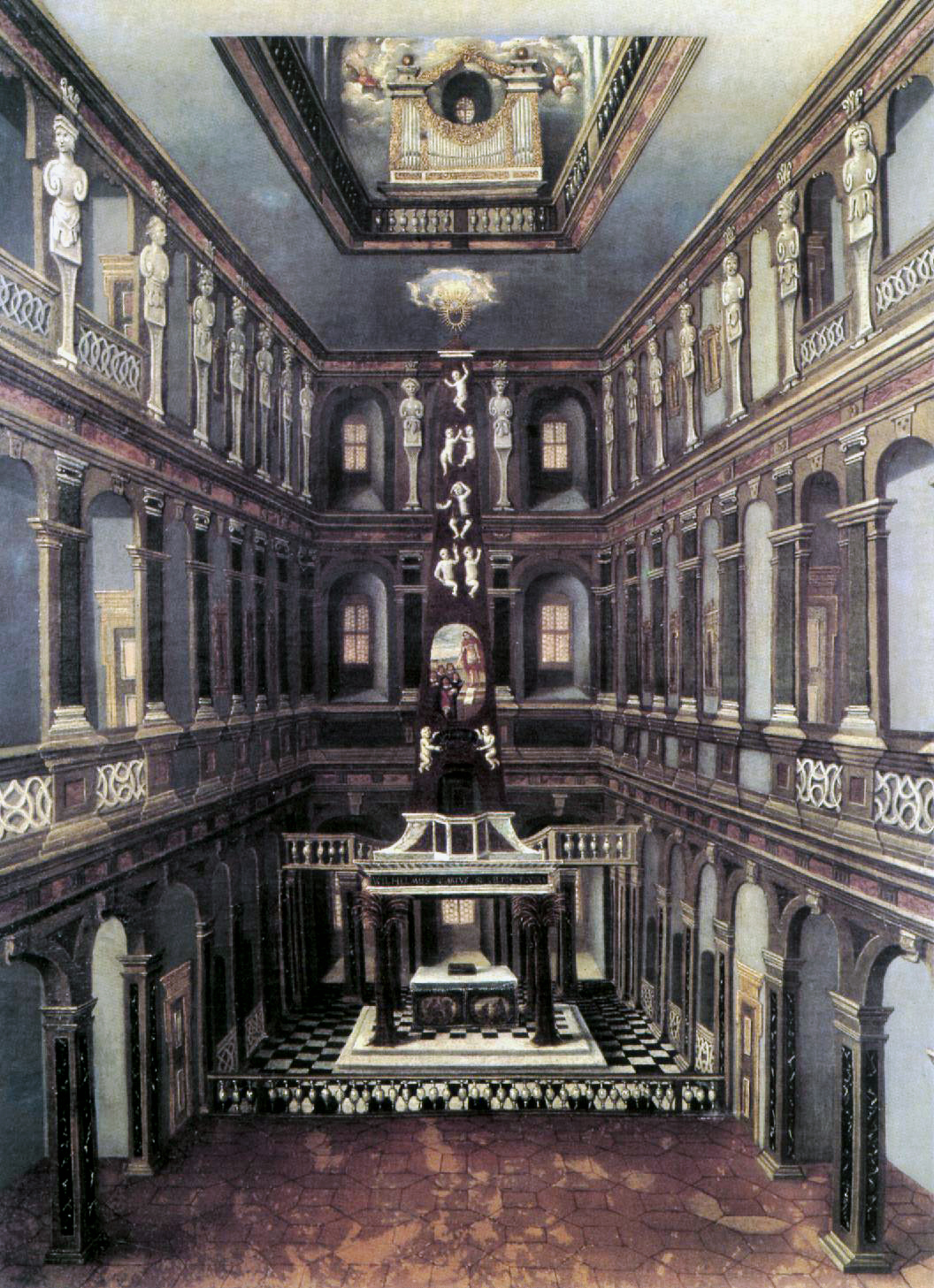
Schlosskirche Weimar, peinture à l'huile sur toile. Représentation de l'intérieur de l'église du palais, qui a brûlé en 1774 (J. S. Bach a travaillé comme organiste de cour dans cette église)

La Fantaisie et Fugue en do mineur BWV 537 est un morceau pour orgue composé par Jean-Sébastien Bach durant la période où il résidait à Weimar.

## Histoire de la composition
Durant sa vie, Bach a eu deux postes dans la petite ville de Weimar. La ville comptait alors environ 5 000 habitants mais elle avait une solide tradition culturelle. Il est embauché en 1709 par le duc de Weimar, Wilhelm Ernst, comme organiste et membre de l'orchestre de la cour, il est particulièrement encouragé à utiliser ses talents d'organistes. En effet, c'est pendant cette période que Bach a composé la plupart de ses grandes œuvres pour orgue dont la Toccata et fugue en ré mineur ou le Toccata et fugue en mi majeur, BWV 566. Sa réputation d'organiste augmente pendant son séjour à Weimar et des étudiants d'orgue viennent le voir pour l'écouter et essayer d'apprendre sa technique. Sa fantaisie et fugue en do mineur est composée à la fin de son séjour à Weimar mais la date est incertaine ; plusieurs spécialistes estiment que la date de la composition est 1723 alors que Bach est Kappelmeister à Köthen.

## Analyse
La durée totale de la fantaisie et de la fugue est d'environ huit minutes et le morceau est écrit en 6/4. La fantaisie est très fournie et ornée, et est constituée de deux parties inégales qui reprennent les deux même idées musicales. Une caractéristique intéressante de cette fantaisie est que, contrairement aux autres fantaisies de cette époque, elle ne comporte pas de cadence permettant au musicien de montrer sa virtuosité.

## Transcription
La pièce est transcrite pour orchestre par Edward Elgar.  Il avait une amitié cordiale avec Richard Strauss, amitié qui datait de la première allemande de The Dream of Gerontius d'Elgar à Düsseldorf en 1901. Ils se rencontrent en 1920, désireux de fermer le gouffre entre les deux pays causé par la Première Guerre mondiale. Lors de cette rencontre, Elgar propose d’orchestrer avec Strauss cette œuvre de Bach. Strauss orchestrerait la Fantaisie et Elgar travaillerait sur la fugue. Elgar termine sa partie au printemps 1921 mais Strauss ne tint jamais sa part de l'accord. Elgar orchestre alors également la Fantaisie et l'ensemble est jouée pour la première fois en 1922 lors du Three Choirs Festival à Gloucester ; l'interprétation est bien reçue.